# Metalectra mochtheros
Metalectra mochtheros là một loài bướm đêm trong họ Erebidae.